# Rosalie Abella

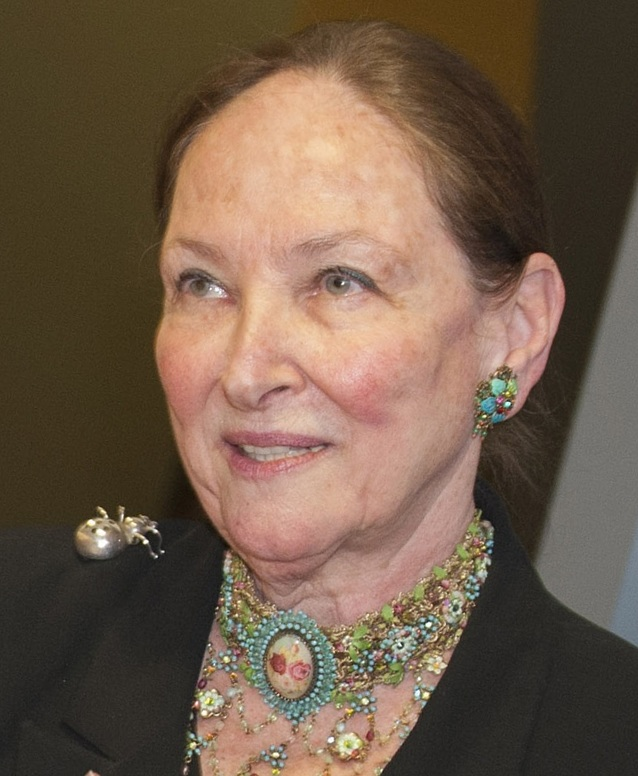
Rosalie Abella

Rosalie Silberman Abella, FRSC (* 1. Juli 1946 in Stuttgart) ist eine kanadische Juristin und war von 2004 bis 2021 Richterin am Obersten Gerichtshof von Kanada.

## Familie und Ausbildung
Silberman Abella wurde als Tochter von Jacob Silberman und dessen Frau Fanny Krongold in einer Unterkunft für Vertriebene geboren. Dort nahm ihr Vater, ein ausgebildeter Jurist, als Rechtsanwalt die Interessen der Displaced Persons in der amerikanischen Besatzungszone wahr. Ihr Großvater väterlicherseits stammte aus Sienno, wo er eine Buchhandlung besaß. Ihre Mutter entstammt einer reichen jüdischen Familie. Silberman Abellas Eltern heirateten am 3. September 1939. Sie hatten eine kleine Tochter, die von den Deutschen ermordet wurde. Beide überlebten den Holocaust, der Vater im KZ Theresienstadt, die Mutter im KZ Buchenwald. 1950 wanderte die Familie nach Kanada aus, wo Jacob Silberman bis zu seinem Tod als Versicherungsvertreter arbeitete, da er als Ausländer keine Zulassung als Rechtsanwalt bekam. Silberman Abella wurde durch ihre Eltern schon früh musikalisch gefördert und galt als Wunderkind am Klavier. Sie erhielt zahlreiche Auszeichnungen und wurde durch mehrfache Fernsehauftritte landesweit bekannt. 1964 erhielt sie als eine der jüngsten Absolventinnen ein Diplom in der Fachrichtung klassisches Piano des Royal Conservatory of Music in Toronto. Zur gleichen Zeit schloss sie ihre Schulbildung mit einem der besten Notendurchschnitte der Provinz Ontario ab. Hieran schloss sich das Studium an der University of Toronto an. Dort wurde ihr 1967 der Bachelor of Arts und 1970 der Bachelor of Laws verliehen. Am 8. Dezember 1968 heiratete sie den Historiker Irving Abella. Mit ihm hat sie zwei Söhne, die beide als Rechtsanwälte tätig sind.

## Beruflicher Werdegang
1972 erhielt Silberman Abella ihre Zulassung als Rechtsanwältin. Bis 1976 praktizierte sie als Prozessanwältin in ihrer eigenen Kanzlei. Dabei verhandelte sie zumeist Fälle aus dem Zivil- und Strafrecht. Dann wurde sie auf eine Richterstelle am Ontario Family Court berufen. Dabei war sie mit 29 Jahren nicht nur die bis dahin jüngste Richterin in Kanada, sondern auch noch die erste jüdische Frau in Kanada, die ein Richteramt bekleidete. Neben ihrer Tätigkeit als Richterin war sie schon mehrfach in prominenter Position als Beraterin der kanadischen Regierung tätig. 1984 wurde sie etwa mit der Erarbeitung einer Studie zu Fragen der Gleichstellung in Arbeitsverhältnissen beauftragt. Die von ihr hierbei erarbeiteten Formeln zur Gleichstellung einerseits und zur Diskriminierung andererseits wurden vom Obersten Gerichtshof 1989 in eine Grundsatzentscheidung zur Kanadischen Charta der Rechte und Freiheiten übernommen. Daneben beriet sie den Premierminister Kanadas zu Fragen des Föderalismus in Kanada und gehörte der Ontario Human Rights Commission an. Im März 1992 stieg sie zur Richterin am Ontario Court of Appeal auf. Silberman Abella engagiert sich auch ehrenamtlich. So gehört sie unter anderem dem Ausschuss gegen das Vergessen des United States Holocaust Memorial Museum an und war Kuratorin des McGill Institute for the Study of Canada. Sie war schon mehrfach als Gastprofessorin, unter anderem an der Harvard University und der juristischen Fakultät der Universität Toronto, tätig.

## Auszeichnung (Auswahl)
Silberman Abella wurde mit insgesamt 32 Ehrendoktortiteln ausgezeichnet. Daneben wurde sie als erste amtierende Richterin in die Royal Society of Canada aufgenommen. 2002 wurde ihr die Queen Elizabeth II Golden Jubilee Medal verliehen und im Jahr darauf erhielt sie, zusammen mit Bertha Wilson, den Gruber Justice Prize. 2007 wurde sie in die American Academy of Arts and Sciences aufgenommen, 2018 in die American Philosophical Society. Ebenfalls 2018 wurde Abella die Goler-T.-Butcher-Medaille zugesprochen.

## Publikationen (Auswahl)
- International Law and Human Rights: The Power and the Pity. In: MacGill Law Journal. Vol. 55 (2010), Nr. 4, ISSN 0024-9041, S. 871–887.
- Professionalism in the Justice System: the divine comedy of Roscoe Pound. In: UNB Law Journal. Vol. 1 (2002), ISSN 0077-8141, S. 3–13.
- Jewish perspectives on democracy and human rights. In: Justice. 2000, ISSN 0793-176X, S. 12–15.
- The instructive power of outrage: remembering Nuremberg. In: MacGill Law Journal. Vol. 46 (2000), Nr. 1, ISSN 0024-9041, S. 113–120.
- Justice Beyond Orwell. Blais, Montreal 1985, ISBN 2-89073-554-0.